# Sladeniaceae
Sladeniaceae (Gilg & Werderm.) Airy Shaw là một họ thực vật hạt kín chứa 3 loài cây gỗ thường xanh sống trong khu vực cận nhiệt đới tới nhiệt đới ở Đông Phi (chi Ficalhoa) và tại Myanmar, Trung Quốc (các tỉnh Vân Nam và Quý Châu) và Thái Lan (chi Sladenia). Các loài trong họ này có lá đơn, mọc so le, không lá kèm, và các hoa lưỡng tính mọc thành cụm dạng xim hoa. Quả là dạng quả nứt. Hạt có cánh.
Định nghĩa của họ này không thống nhất, với một vài hệ thống phân loại chỉ miêu tả họ này như là chỉ chứa 1 chi duy nhất Sladenia với 1 loài (Sladenia celastrifolia, tại Trung Quốc gọi là lặc quả trà hay độc dược thụ), bản thân chi này trước đây từng được coi là thuộc về một trong các họ như Theaceae, Actinidiaceae, Dilleniaceae, Ternstroemiaceae. Các hệ thống phân loại khác lại đưa chi Ficalhoa và có khi cả chi Pentaphylax vào cùng một họ với chi Sladenia. Các nghiên cứu hình thái về phôi mầm của chi Sladenia cho thấy nó có các đặc trưng độc đáo duy nhất, xứng đáng để đặt chi này trong họ của chính nó. Tuy nhiên, họ này ít được nghiên cứu và các nghiên cứu phát sinh chủng loài ban đầu đã đưa ra các chỉ dẫn trái ngược nhau về vị trí phân loại của nó.

## Hình ảnh

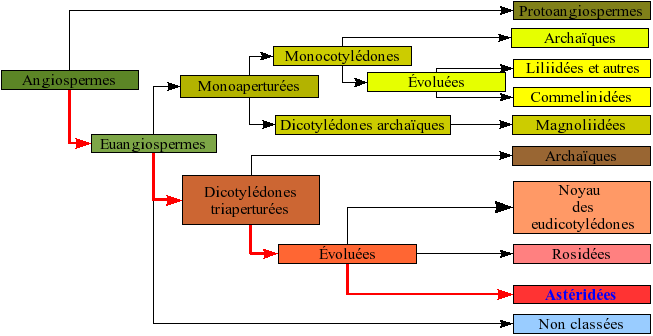